# Teorías de la conspiración de los alunizajes del Programa Apolo

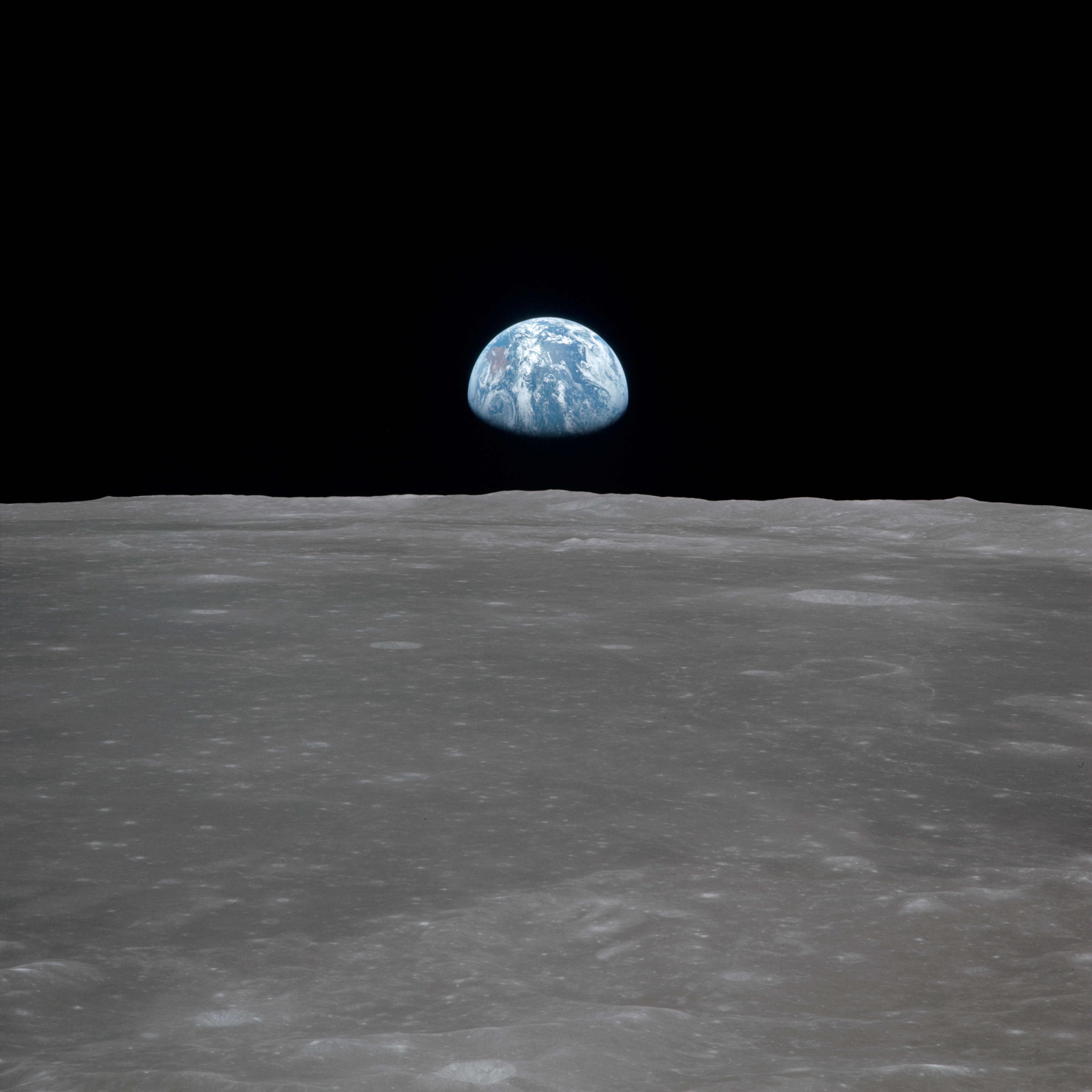
Vista de la Tierra elevándose desde el horizonte de la Luna. Algunos denunciantes sostienen que este tipo de imágenes son falsas, porque no aparecen estrellas. Esta opinión sin embargo ha sido rebatida por expertos. Ver sección de Fotografías.

Las teorías de la conspiración de los alunizajes del Programa Apolo sostienen que los alunizajes del programa Apolo entre 1969 y 1972 jamás ocurrieron, sino que fueron falsificados por la NASA, por orden del gobierno de los Estados Unidos, en el marco de la carrera espacial que tuvo lugar entre ese país y la Unión Soviética en las décadas de 1950 y 1960, durante la Guerra Fría.
Los proponentes tienen como principales justificaciones las controversias surgidas por algunas fotografías y el contexto de Guerra Fría en el que se produjeron los alunizajes. Científicos, técnicos e interesados en la historia de la exploración espacial han dado explicaciones racionales a las controversias, rechazando estas afirmaciones calificándolas de infundadas y de no poseer rigor científico alguno.
A finales de la década de 2000, la sonda espacial Lunar Reconnaissance Orbiter en órbita alrededor de la Luna, tomó fotografías en alta resolución de los lugares de alunizaje de las misiones Apolo, en las que se pueden observar los restos de los módulos lunares y las huellas dejadas por los astronautas en sus paseos lunares. En 2012, nuevas imágenes de mayor detalle mostraban que las banderas plantadas por los astronautas todavía estaban erigidas en su lugar a pesar del tiempo transcurrido.

## Introducción

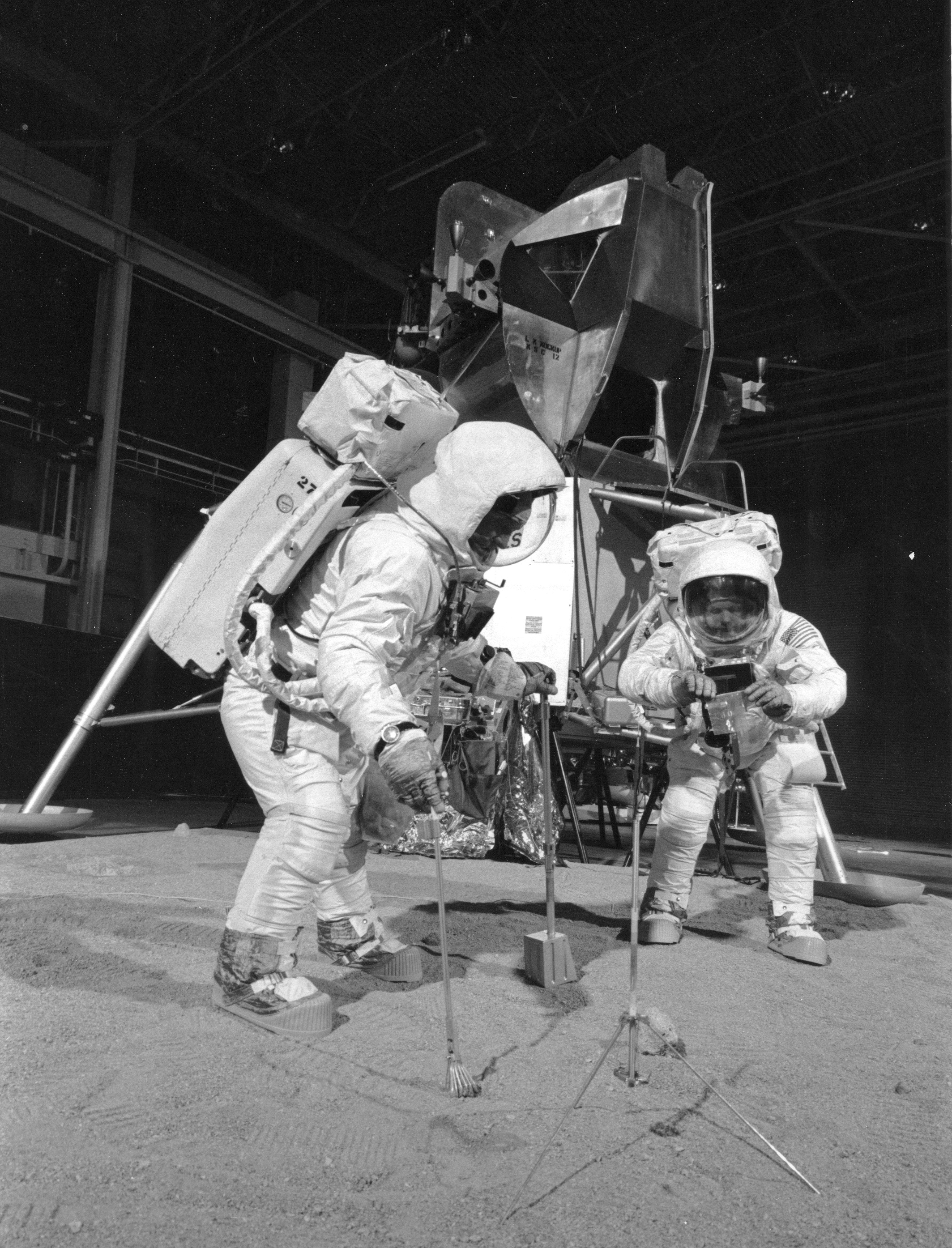
Los astronautas Buzz Aldrin y Neil Armstrong en la maqueta de entrenamiento de la NASA de la Luna y el módulo lunar Apolo. Los teóricos de la conspiración afirman que las películas de las misiones se grabaron utilizando sets similares a esta maqueta de entrenamiento.

Esta teoría conspirativa afirma que los alunizajes del Apolo 11 del 20 de julio de 1969 y las siguientes misiones Apolo nunca ocurrieron, sino que fueron filmadas en la Tierra. En su libro Un hombre sobre la Luna, el experto en el programa Apolo Andrew Chaikin menciona que en el momento de la misión del Apolo 8 en la órbita lunar en diciembre de 1968, esas historias de conspiración ya circulaban como rumores.
En 1967, el dramaturgo británico Desmond Lowden escribió un guion llamado The News-Benders en el cual todos los principales avances tecnológicos desde 1945 eran simulados. El guion fue presentado en enero de 1968 y mostraba la falsificación de un alunizaje con maquetas.
El primer intento de establecer estas denuncias como hechos concretos fue la publicación del libro Nunca fuimos a la Luna (1976), de Bill Kaysing (1922-2005).
Otro texto conocido fue NASA mooned America (1992), de Ralph Rene.
La Sociedad de la Tierra Plana lanzó una de las primeras quejas sobre la veracidad de las misiones Apolo. Afirmaban que varias de las fotografías del Apolo 8 con la Luna en primer plano y la Tierra como fondo eran falsas. La primera razón de su declaración era que no se ajustaba a su creencia de que la Tierra es plana.
La folklorista Linda Dégh sugiere que la idea pudo adquirir popularidad tras el estreno en 1978 de la película de ciencia ficción Capricorn One, que muestra a la NASA intentando falsificar un aterrizaje en Marte. Hace notar que esto ocurrió pocos años después del escándalo Watergate, en una época en la que los ciudadanos estadounidenses tendían a desconfiar de las versiones oficiales. Dégh afirma: «Los medios catapultan verdades a medias hacia una zona de penumbra en la que la gente puede hacer que sus propias conjeturas pasen por verdades. Los medios de comunicación de masas tienen un impacto terrible en la gente que carece de criterio».
De acuerdo con una encuesta de Gallup de 1999, cerca del 6 % de la población de Estados Unidos tiene dudas sobre la veracidad de la llegada a la Luna.
«Aunque 6 % literalmente se traduce en millones de personas [...] no es inusual encontrar que en una encuesta típica muchas personas están de acuerdo con cualquier pregunta que se les haga. Así que la mejor interpretación es que esta teoría en particular no está ampliamente extendida».
La reacción inicial de la NASA ante las acusaciones fue de indiferencia general. Finalmente encargó en 2002 al ingeniero espacial y escritor James Oberg la publicación de un libro en el que se refutaran las afirmaciones de conspiración. Sin embargo, pocos días después la NASA se retractó, por miedo a la mala publicidad. Oberg anunció que continuaría con el libro de manera independiente, analizando también en él los orígenes socioculturales de las «teorías» sobre conspiraciones.
Phil Plait, uno de los más entusiastas refutadores de las creencias sobre conspiraciones acerca del viaje a la Luna, dice que sería apropiado que la NASA diera respuesta a las preguntas hechas, y según él la NASA se niega a responder a las preguntas de los acusadores porque considera de «escasa dignidad» el verse obligada a hacerlo. Por otro lado, James Oberg afirma que la reacción oficial de la NASA en la televisión ha sido bastante torpe y contraproducente cuando Brian Welch, un alto funcionario del Departamento de Relaciones Públicas de la NASA, afirmó que todas las acusaciones eran falsas pero no se molestó en proporcionar demasiada evidencia.

### Principales proponentes
- Bill Kaysing: antiguo empleado del Departamento de Publicaciones de Rocketdyne[16] (empresa contratista de la NASA). Aunque era licenciado en literatura inglesa y no tenía formación técnica, publicó en junio de 1976[17][18] el libro Nunca fuimos a la Luna, que lo convirtió en el padre de la hipótesis del fraude lunar.
- David Percy: experto en fotografía y audiovisuales. Autor del documental ¿Qué sucedió en la Luna?, sostiene que los errores en las fotografías lunares son tan obvios que él cree que fueron hechos a propósito por personal interno de la NASA para avisar al público sobre el montaje.
- Ralph Rene: inventor autodidacta y editor. Autor del libro NASA Mooned America (1992).
- Bart Sibrel: periodista y director de fotografía. Autor del documental Algo extraño sucedió en el viaje a la Luna. Afirma que ninguno de los viajes tripulados a la Luna tuvo lugar.
- Richard Hoagland: ufólogo. Sostiene que los astronautas encontraron extraterrestres en la Luna y la NASA decidió ocultarlo trucando las fotografías. Escribió Who mourns for Apollo? (¿Quién llora por el Apolo?) donde escribe en defensa de la veracidad de las misiones Apolo, contradiciendo las denuncias de David Percy.
- Jack White: fotógrafo profesional. Denunciante de aparentes irregularidades en las fotografías tomadas en el satélite. Analiza múltiples fotografías de los vuelos Apolo en su publicación[19] comparándolas entre ellas y mostrando coincidencias que según él prueban que aun siendo ciertos los alunizajes, las imágenes mostradas no proceden de la Luna.

### Defensores de los alunizajes
- Todos los astronautas de las misiones Apolo (que alunizaron) han corroborado que estuvieron en su superficie con sus testimonios, en múltiples entrevistas y conferencias, siendo el más activo Edwin Aldrin.
- La comunidad científica internacional ha respaldado la veracidad de los alunizajes, y en concreto varios científicos han respondido con mayor detalle las acusaciones de fraude:
  - Phil Plait: astrofísico y divulgador científico. Mantiene la página web Bad Astronomy, dedicada a rebatir creencias pseudocientíficas sobre astronomía y ciencia en general.
  - James Oberg: ingeniero, escritor y experto en historia espacial (sobre todo en el programa espacial de la URSS).
  - Harald Lesch: físico, profesor de la Universidad Sternwarte de Múnich y presentador del programa de divulgación científica Alfa Centauro, donde ha realizado explicaciones físicas al respecto.[20]
  - James V. Scotti: astrónomo estadounidense.
  - Jay Windley: ingeniero aeroespacial, quien ha participado en documentales como The Truth Behind the Moon Landings, además de disponer una página web, Clavius Moon Base,[21] donde se rebaten los argumentos conspiradores.[22]
- Miembros de agencias espaciales y organizaciones científicas ajenas a la NASA, como Prakash Chauhan, de la Organización de Investigación Espacial India (ISRO), quien ha afirmado comprobar mediante observaciones independientes (de la sonda Chandrayaan 1) los restos de los alunizajes.[23][24]

## Hipótesis de conspiración
Las acusaciones sobre la falsificación de los alunizajes son teorías sobre conspiraciones o afirmaciones de que conspiradores en posesión de conocimiento secreto engañaron al público en pos de fines ocultos.
En el caso de los alunizajes, el motivo sería el afán de los Estados Unidos de descender en la Luna antes que su rival en la carrera espacial, la entonces Unión de Repúblicas Socialistas Soviéticas (URSS).
Sibrel argumenta que el fraude fue realizado debido a que existía la percepción de que si Estados Unidos ponía un hombre en la Luna antes que la Unión Soviética, esto significaría la primera gran victoria en la Guerra Fría —puesto que los soviéticos ya habían sido los primeros en poner un satélite artificial en órbita (Sputnik, 1957), el primer hombre en el espacio, y el primer paseo espacial—, en una década turbulenta para Estados Unidos durante la cual solo tenía para mostrar una serie de fracasos, entre los que se destacaban el desastre de la Invasión de Bahía de Cochinos, el asesinato de Martin Luther King, la guerra de Vietnam, el asesinato de John F. Kennedy, el surgimiento de la Contracultura de los sesenta, etc.
Aquellos que niegan las creencias conspirativas afirman que este mismo argumento haría que fueran los soviéticos los primeros interesados en detectar un fraude y los únicos con los equipos necesarios para hacerlo. Al no haber publicado tales pruebas habría que llegar a la extraña conclusión de que ellos fueron cómplices en contra de sus propios intereses.

### Falsacionismo

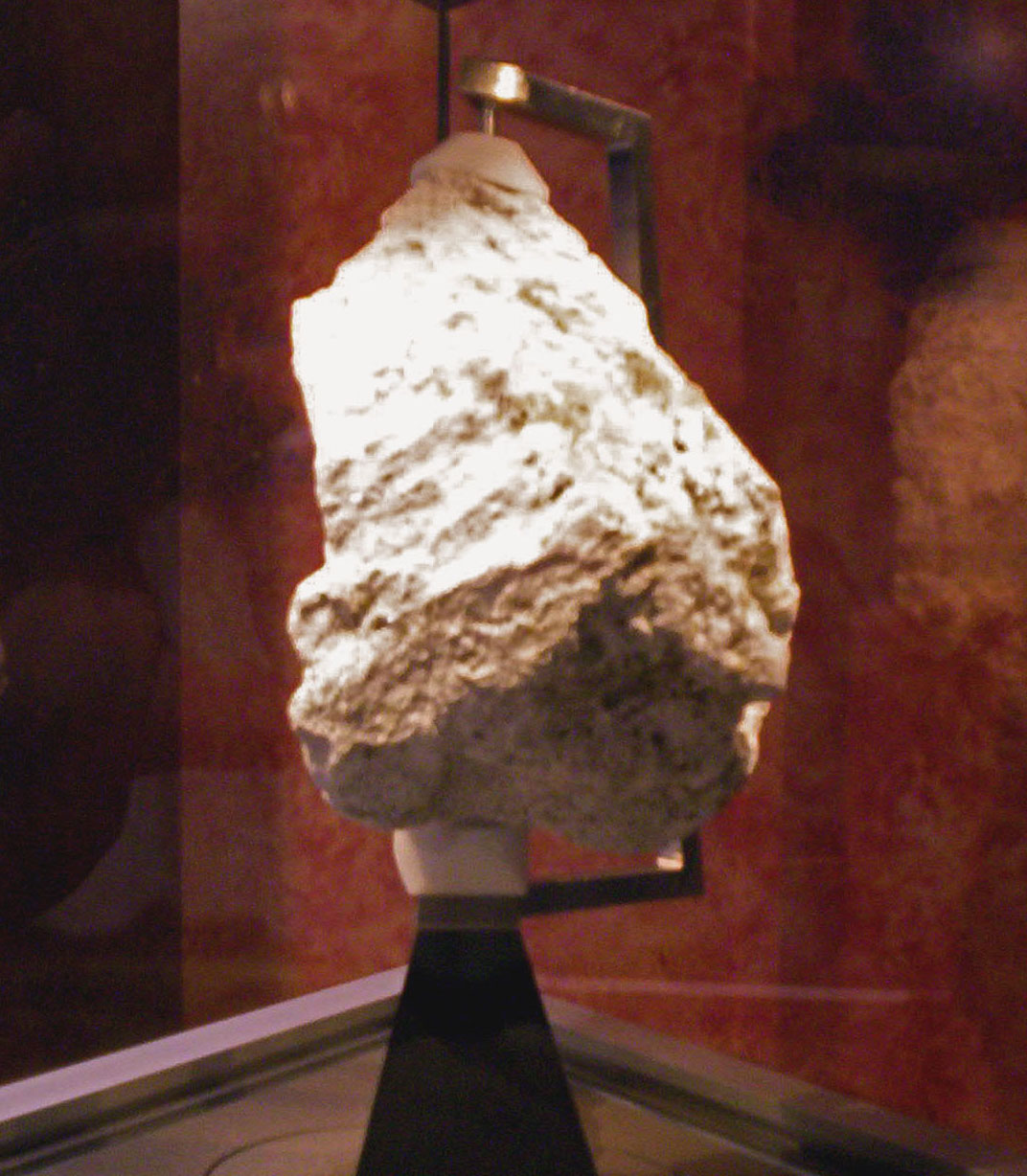
Anortosita ferrosa lunar #60025 (feldespato plagioclasa).
Recolectado por el Apolo 16 cerca del Cráter Descartes
Museo Nacional de Historia Natural (Washington, D. C.).

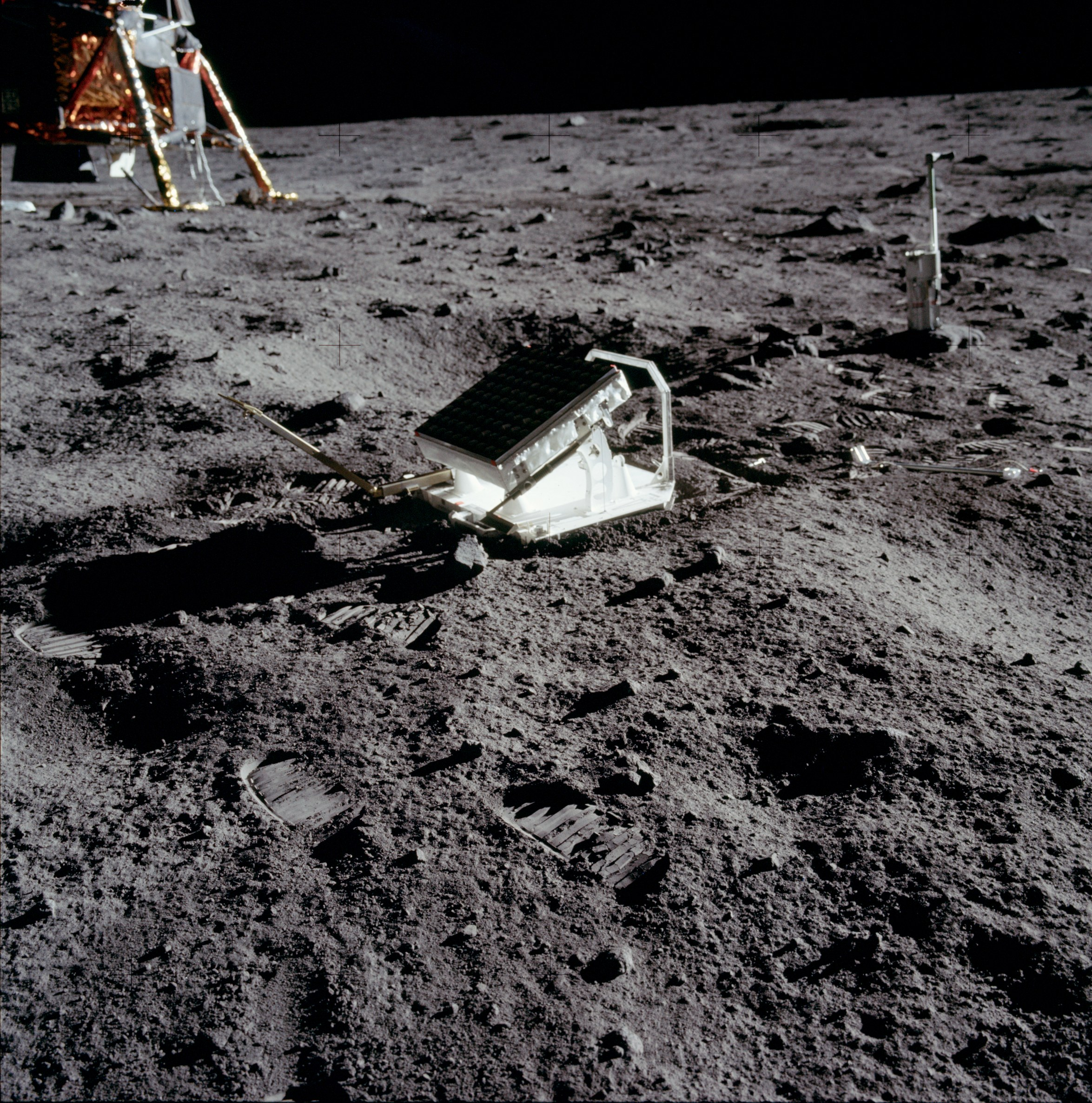
Retrorreflector instalado por el Apolo 11 sobre la superficie lunar. Estos equipos, junto a otros instalados por el Apolo 14 y el Apolo 15 se utilizan actualmente para medir con exactitud la distancia a la Luna mediante rayos láser enviados desde la Tierra.

Los críticos con la creencia en la falsificación de los alunizajes del Apolo dicen que no es falsable y por tanto no es una teoría sino más bien una creencia acerca de una compleja conspiración social.
Parte de la evidencia científica del alunizaje humano es el hecho de que las misiones Apolo 11, 14 y 15 dejaron retrorreflectores sobre la superficie lunar, que formaban parte del equipo de experimentos (ALSEP), donde los científicos pueden reflejar rayos láser para medir la distancia de la Tierra a la Luna. Estos reflectores generalmente se ofrecen como evidencia de los alunizajes, pero los denunciantes de la conspiración alegan que los reflectores pudieron ser dejados allí por misiones no tripuladas. La misión rusa Lunojod 1, por ejemplo, dejó un espejo francés sobre la superficie de la Luna. El punto principal es que los restos mecánicos no se pueden usar, estrictamente, como evidencia de alunizaje humano.
Sin embargo, no se ha proporcionado evidencia alguna de que esas misiones no tripuladas tuvieran lugar, a pesar de que países como la Unión Soviética, y otros, habrían tenido motivos para denunciarlo si se hubiera dado el caso, y de que los lanzamientos espaciales están controlados por astrónomos aficionados y por los observadores de satélites.
Otra posibilidad sería el uso de telescopios poderosos para ver los sitios de alunizaje del Apolo. Se podría así ver la evidencia dejada por los astronautas sobre la superficie de la Luna. Desafortunadamente los telescopios no son tan poderosos como para detallar el módulo lunar y mucho menos las huellas dejadas por las pisadas de los astronautas. Actualmente, las imágenes de mayor resolución de los equipos dejados en la superficie lunar proceden de la sonda de la NASA Lunar Reconnaissance Orbiter, que tras su entrada en órbita lunar en 2009 fotografió los módulos de las misiones Apolo y sus sombras en la superficie lunar.
Los astronautas de las misiones Apolo trajeron asimismo unos 382 kg de rocas lunares, que han sido utilizadas por geólogos de decenas de instituciones científicas para avanzar en el conocimiento de la geología de la Luna. Algunas de las características de estas rocas no pueden ser reproducidas a partir de rocas terrestres, como alegan los denunciantes de la conspiración. Las rocas lunares carecen de agua (al contrario que las terrestres), su superficie está literalmente bombardeada por la acción de pequeños micrometeoritos a lo largo de millones de años, y contienen isótopos de algunos elementos en proporciones diferentes a las de la Tierra. Asimismo, las rocas lunares traídas por los vuelos Apolo tienen las mismas características que las muestras recogidas por las sondas lunares automáticas de la URSS.
Adicionalmente, decenas de astrónomos, profesionales y aficionados, fotografiaron las naves Apolo en sus viajes hacia la Luna y los radioaficionados pudieron seguir las conversaciones de los astronautas a través de modestos radiotelescopios, apuntándolos hacia la región exacta del cielo donde se encontraba la nave.

## Argumentos y contraargumentos

### Fotografías
A continuación se presentan algunos de los argumentos y contraargumentos. Para más detalles, consulte los enlaces externos:
1. ¿Por qué la bandera estadounidense ondea en algunas fotografías y vídeos si no hay viento en la Luna?
- En las fotografías se puede observar que la bandera tenía un mástil superior para que permaneciera extendida (ver, por ejemplo, AS11-40-5874). Los astronautas movían la bandera al colocarla, y tenía arrugas y ondulaciones por haber estado replegada durante el viaje hacia la Luna, lo que le daba en las fotografías una apariencia que puede confundirse con la de una bandera ondeando. Sin embargo, en los vídeos grabados en la Luna se puede observar que la bandera queda completamente quieta poco después de que los astronautas dejaran de moverla, y permanecía así mientras los astronautas no la movieran. Además, el hecho de que en la superficie lunar no haya atmósfera hace que no exista resistencia al movimiento: es por eso que la bandera permanece en movimiento durante un mayor período de tiempo.

|                                                             |
| Fotografía a la bandera estadounidense durante el Apolo 11. |

|                                                                             |
| Momento en el cual se planta la bandera estadounidense durante el Apolo 14. |

2. Los astronautas tomaron miles de fotografías, todas ellas perfectamente expuestas y enfocadas. Los rollos de repuesto no fueron afectados por la intensa radiación cósmica sobre la Luna, condición ésta que debió haberlos dañado. Ellos lograron ajustar sus cámaras, cambiar los rollos y cambiar filtros con sus trajes presurizados.
- Muchas de las fotografías tienen defectos: o están desenfocadas o veladas. Las fotografías y los vídeos de los paseos lunares se pueden consultar en el Apollo Lunar Surface Journal . Las cámaras fueron modificadas a pedido por el fabricante sueco Hasselblad, para que pudiesen afrontar las condiciones de vacío y radiación que tienen lugar en el espacio. Por otra parte las cámaras llevaban rollos herméticos y al gastarse la película no eran cambiados como se argumenta.

3. Muchas de las fotos de los paisajes lunares de la NASA no tienen sombras paralelas. Este tipo de sombras solo se pueden crear con varias fuentes de luz o con un foco cercano, pero la única fuente de luz en la Luna es el Sol.
- Si hubiera varias fuentes de luz los astronautas y objetos tendrían más de una sombra, cosa que no sucede. Las sombras no paralelas se producen debido al «efecto de perspectiva» que sucede también en la Tierra. Las sombras, además, no tienen por qué ser paralelas en un terreno irregular, como es el caso de la Luna. Por otro lado, muchas copias de las imágenes originales han sido retocadas para su publicación en los medios por motivos estéticos o simplemente han perdido su nitidez inicial por la realización de múltiples copias sucesivas, lo que produce el «efecto foco» mencionado.

|                                                                |
| Fotografía original de Buzz Aldrin durante la misión Apolo 11. |

|                                                                                               |
| Copia posterior de la misma imagen. El contraste ha sido alterado y produce un «efecto foco». |

4. La bandera y las palabras «United States» siempre brillan, aun cuando todo es oscuro alrededor. Algunas de las fotografías fijas no encajan con las tomas de vídeo; sin embargo, la NASA afirma que las tomó al mismo tiempo.
- La superficie lunar refleja parte de la luz del Sol, iluminando las partes oscurecidas del módulo, cuyo material era además reflectante. No es cierto que las fotografías no coincidan con los vídeos grabados. Científicos y geólogos de todo el mundo las han analizado durante décadas, sin hallar ninguna anomalía.

5. Se argumenta que la ausencia de estrellas en las fotografías de la Luna es inaceptable, a pesar de la falta de atmósfera para oscurecer la visión. Yuri Gagarin dijo que las estrellas eran tremendamente brillantes. Sin embargo, las fotografías de la NASA no muestran estrellas en el cielo lunar. Se alega que la razón por la cual no aparecen estrellas en las fotos es porque los astrónomos calcularían sus posiciones y configuración y notarían algo incorrecto; por lo tanto, el montaje sin estrellas era más fácil de manejar.
- Tampoco aparecen estrellas en las fotografías tomadas desde el transbordador espacial, la estación espacial Mir o la Estación Espacial Internacional. La razón es que son demasiado débiles para ser captadas en una imagen fotográfica convencional. Es necesario un tiempo de exposición mayor de 20 segundos, y el tiempo de exposición de las fotografías de las misiones Apolo era de una fracción de segundo. Las fotografías espaciales en las que aparecen estrellas son de larga exposición.

- La visibilidad de las estrellas por parte de los astronautas depende mucho de las condiciones de observación. Gagarin, por ejemplo, pasó buena parte de su vuelo a la sombra de la Tierra, debido a que su nave volaba en una órbita baja. Esto facilitaba que sus ojos se acostumbrasen a la penumbra y fuera más fácil ver las estrellas. Lo mismo ocurre en los vuelos del transbordador espacial. Sin embargo, los vuelos Apolo salían de la sombra proyectada por la Tierra en cuanto se alejaban de ésta, y por tanto era más difícil para los astronautas divisar las estrellas.

| |
| Fotografía de corta exposición de la Estación Espacial Internacional (EEI) tomada desde el Transbordador Atlantis. No muestra estrellas en el cielo. |

|                                                                                              |
| La estación espacial Mir en junio de 1995, igualmente sin estrellas en el fondo del espacio. |

| |
| Fotografía de larga exposición captada por el telescopio ultravioleta llevado por la misión Apolo 16 a la superficie lunar. Captó correctamente las estrellas. |

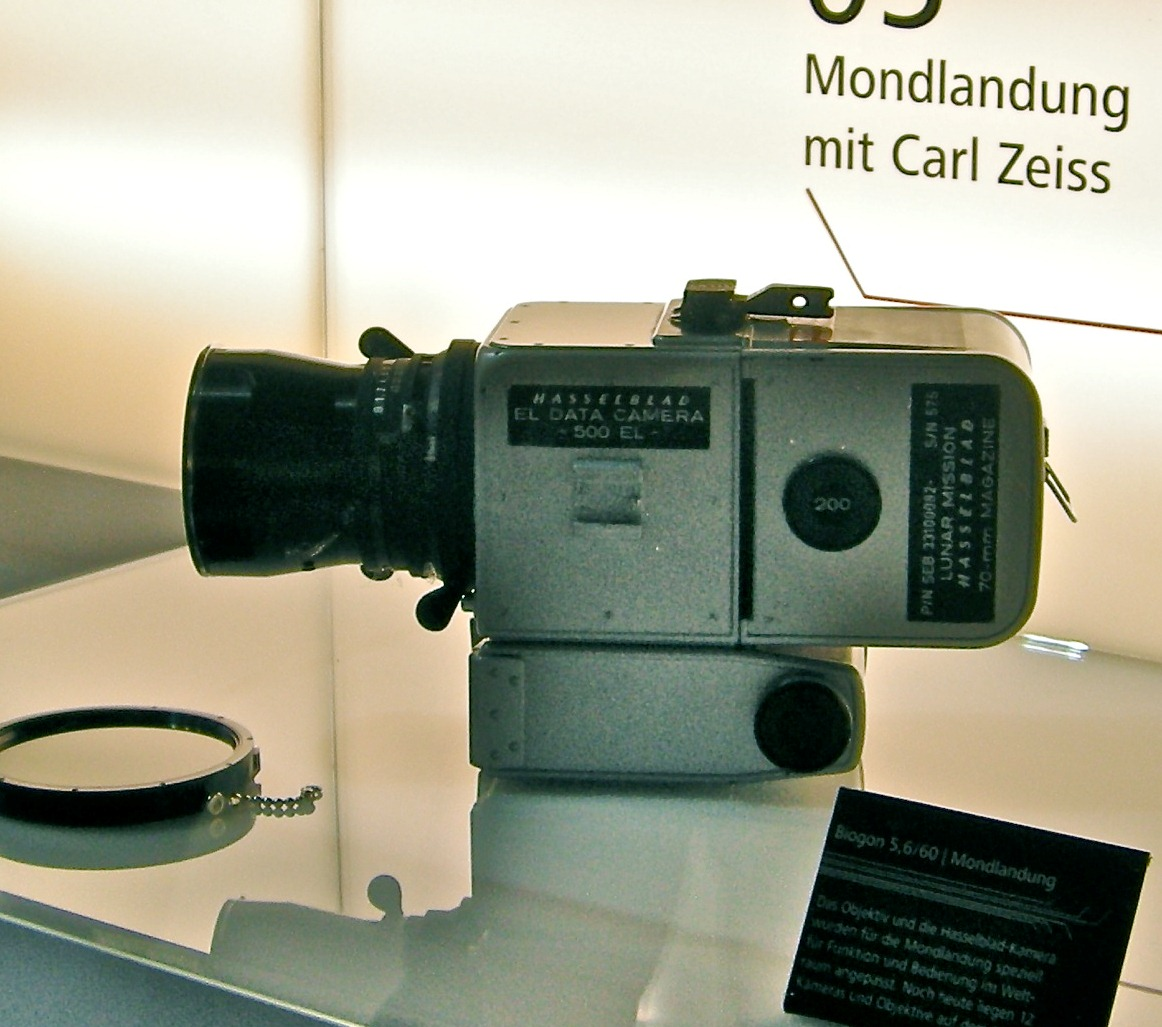
Una cámara Hasselblad 500EL Data, con óptica Carl Zeiss y cartucho de película de 70 mm, similar a las usadas por los astronautas del Programa Apolo.

6. La pureza del oxígeno en el módulo lunar habría derretido la cubierta de la cámara Hasselblad, produciendo gases venenosos. ¿Por qué no les pasó nada a los astronautas?
- La cubierta de las cámaras Hasselblad utilizadas en los vuelos Apolo no era la misma que la de las unidades normales que vendía Hasselblad. Fue modificada para adaptarla a las condiciones que se iban a encontrar en el espacio.

7. Las imágenes de televisión del Apolo 11 eran bastante malas; sin embargo, éstas mejoraron mágicamente en las siguientes misiones.
- El Apolo 11 no utilizó una antena de alta ganancia, como las que utilizaron las misiones posteriores. Esta antena era capaz de transmitir imágenes en color.

8. ¿Por qué la mayoría de las fotos de los Apolo tienen líneas claras de definición entre el frente y el fondo?
- Es lógico esperar una mayor nitidez en las fotografías lunares. Allí, al no haber atmósfera, los objetos lejanos (montañas, etc.) no se ven tan borrosos como pueden aparecer aquí en la Tierra.

9. ¿Por qué una de las fotografías muestra una roca marcada con la letra «C» mayúscula sobre otra «C» marcada sobre el suelo lunar?
- En realidad, la «C» es un pelo introducido durante el revelado, como quedó demostrado en la ampliación de la imagen que realizó el Instituto Lunar y Planetario. La imagen que contiene la «C» no es la original; es una de las muchas copias de cada fotografía. La «C» no aparece en ninguno de los originales de la fotografía; ni tampoco en ninguna de las copias de la fotografía anterior, AS16-107-17445, tomada con unos segundos de diferencia, y que muestra la misma roca. Esos pelos o fibras aparecen en otras fotografías, debido al mismo motivo. Una copia de la imagen AS11-40-5961 muestra incluso cuatro pelos.

- La marca similar que parece verse en el suelo está formada por la sombra de piedras más pequeñas, y se pueden encontrar sombras similares en otras fotografías lunares, que se pueden confundir por pareidolia con objetos reales.

|                                      |
| Fotografía original (AS16-107-17445) |

|                                      |
| Fotografía original (AS16-107-17446) |

|                                                            |
| Detalle de la fotografía AS16-107-17446 (copia posterior). |

### Módulo lunar

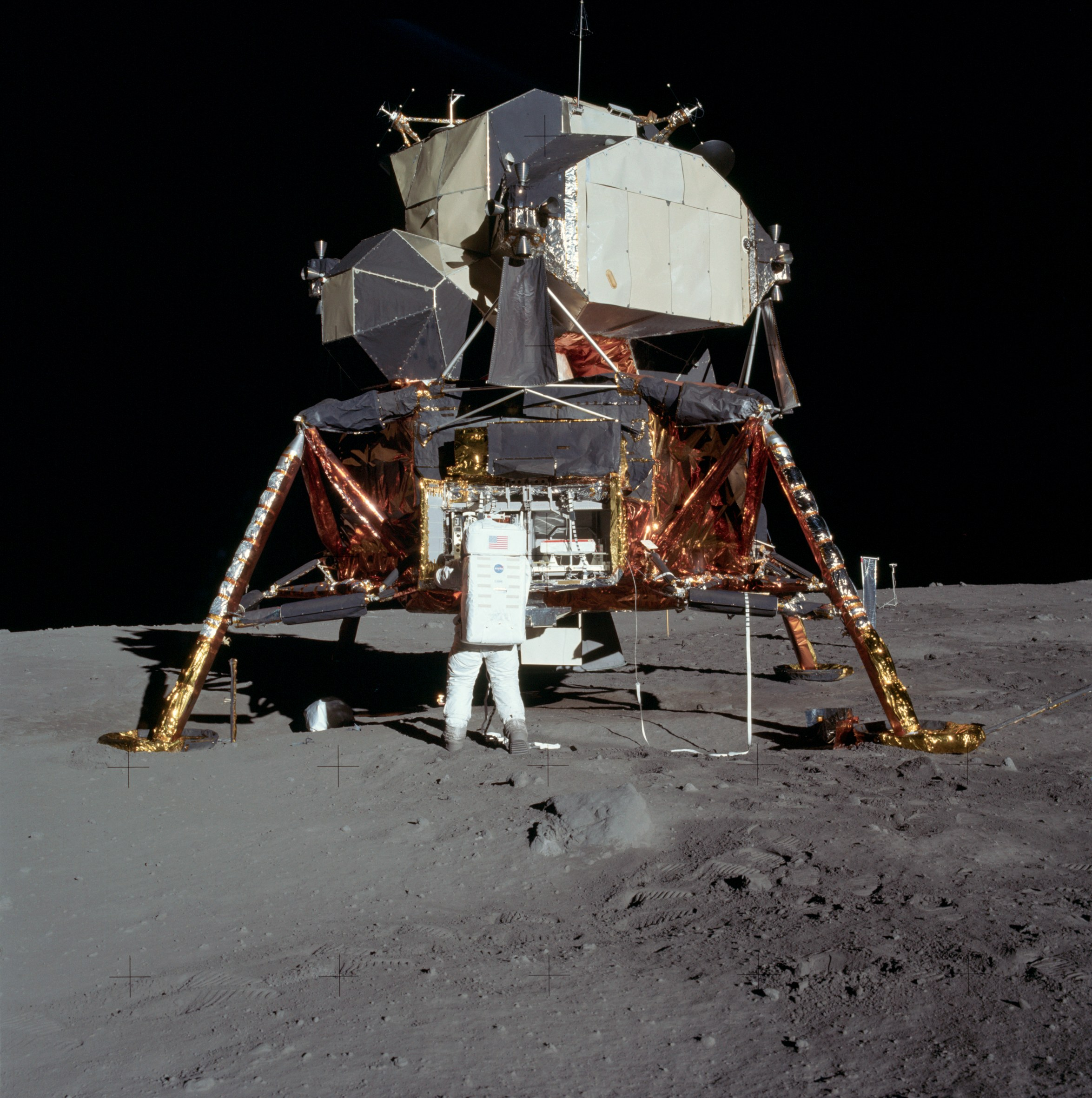
Fotografía del módulo lunar del Apolo 11 en la superficie lunar. Los denunciantes de la conspiración afirman que debería haber un cráter debajo de él creado por las gases de la tobera al alunizar.

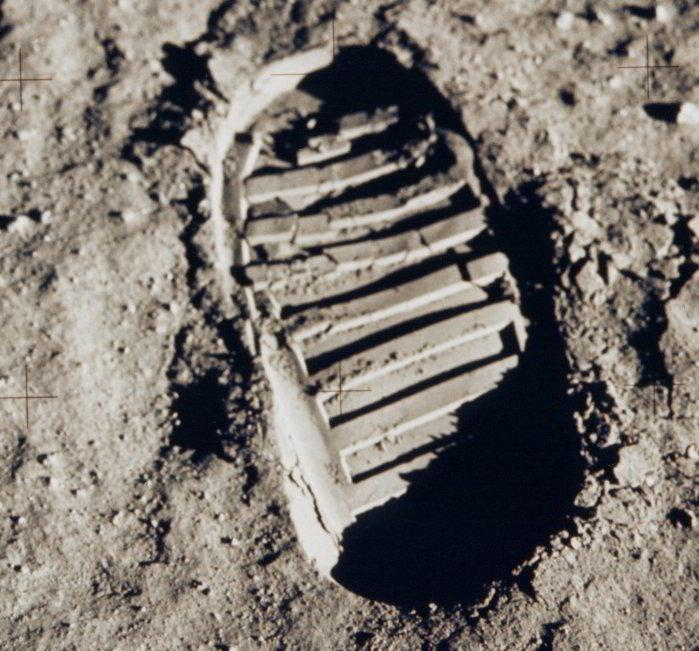
Huella de Buzz Aldrin, piloto del Apolo 11.

10. Se afirma que el módulo de alunizaje pesaba 17 toneladas; aun así, no deja en la Luna huellas tan profundas como las de las pisadas de los astronautas. Ni siquiera el poderoso cohete propulsor del módulo de aterrizaje deja rastros debajo de él. Debió haber creado un cráter bajo el cohete; sin embargo, parece no haberse encendido nunca. Los denunciantes de la conspiración creen que los motores tendrían al menos suficiente potencia para levantar el polvo debajo del módulo cuando éste aterrizaba. Si esto es verdad, ¿cómo se produjeron las famosas huellas de las botas de Armstrong si todo el polvo había sido soplado?
- El módulo lunar pesaba entre 15 y 17 toneladas en la Tierra. En la Luna la gravedad es aproximadamente seis veces menor, y el combustible que se gastaba antes de alunizar constituía una buena parte del peso, por lo que el peso del módulo en la superficie de la Luna se situaba entre 1200 y 1600 kilogramos.

- La idea de que debió haberse formado un cráter debajo del módulo lunar es errónea y está basada en pura especulación. Segundos antes de alunizar, el módulo solo tenía que contrarrestar su peso, que era de unos 1400 kg. Por tanto, el motor del módulo tenía que proporcionar un empuje similar (incluso algo menor). Dividiendo esa fuerza (1400 kg) entre la superficie de salida de la tobera, obtenemos la presión con la que salían expulsados los gases: aproximadamente 1,03 Bar, presión que disminuía aún más debido a la rápida expansión de los gases en el vacío, por lo que no era suficiente para crear un cráter, aunque sí para levantar algo de polvo lunar, tal y como se muestra en las grabaciones de los alunizajes realizadas desde la ventana del módulo y alterar levemente el suelo, como de hecho muestran las fotografías (por ejemplo: AS14-66-9258 y AS11-40-5921).
- Adicionalmente, el polvo de las inmediaciones no habría sido removido puesto que la ausencia de aire en la Luna evita la aparición de viento en el alunizaje, por lo que la posibilidad de dejar huellas no se ve afectada.

11. Las huellas son el resultado del peso desplazando al aire o la humedad entre las partículas de polvo o arena. Los astronautas dejaron huellas por todos lados.
- No es necesario que haya humedad para dejar huellas en un terreno. En la tierra, las huellas sobre arena suelta se desmoronan ante la falta de humedad debido a que la acción conjunta de elementos climáticos produce un efecto erosivo que desgasta las irregularidades de las partículas de roca que las forman. Así los granos de arena son redondeados y carentes de aristas o vértices. El regolito lunar está conformado por partículas de roca finamente divididas que no han sufrido el efecto de la erosión climática, por lo que mantienen aristas e irregularidades que hacen que interactúen entre ellas con una mayor fuerza de rozamiento, lo que se traduce en que ante un evento mecánico como un peso sobre éste con una tramado definido (la suela de una bota, por ejemplo), el mismo mantiene la forma inalterada.

12. Los denunciantes de la conspiración afirman que no se puede producir una llama en el vacío por la falta de oxígeno. Sin embargo, tomas del módulo del Apolo 11 muestran llamas que salen de la tobera.
- El combustible del módulo lunar era hidracina, que reaccionaba espontáneamente en contacto con tetróxido de dinitrógeno, sin necesidad de oxígeno ni chispa. En realidad, las imágenes del motor del módulo lunar prácticamente no muestran una llama. Como es bien sabido por los ingenieros químicos, la hidracina es un combustible hipergólico, esto es, que no produce llama al quemarse.

13. El módulo lunar, por su peso y tamaño, no era capaz de escapar de la gravedad de la Luna, ni contenía el suficiente combustible para hacerlo.
- Los cálculos para comprobar la capacidad de una nave para situarse en órbita son sencillos, y pueden encontrarse en páginas especializadas. Como es obvio, los científicos soviéticos eran los más interesados en comprobarlo, y ni ellos ni la enorme cantidad de ingenieros aeronáuticos del resto del mundo ha denunciado anomalía alguna. Se tiende a comparar erróneamente la potencia necesaria para poner en órbita terrestre el transbordador espacial, con el módulo lunar. En la Luna no es necesario vencer la resistencia de la atmósfera, ya que ésta es prácticamente inexistente allí, y la gravedad es un sexto de la terrestre. El transbordador en la superficie terrestre pesa 91 000 kilogramos (sin el tanque externo ni los cohetes laterales), mientras que el módulo en la superficie lunar pesaba entre 1200 y 1600 kilogramos. Además, el módulo lunar solo necesitaba colocarse en órbita, ya que el impulso para escapar finalmente de la gravedad lunar y regresar a la Tierra lo proporcionaba el módulo de mando, después del reacoplamiento.

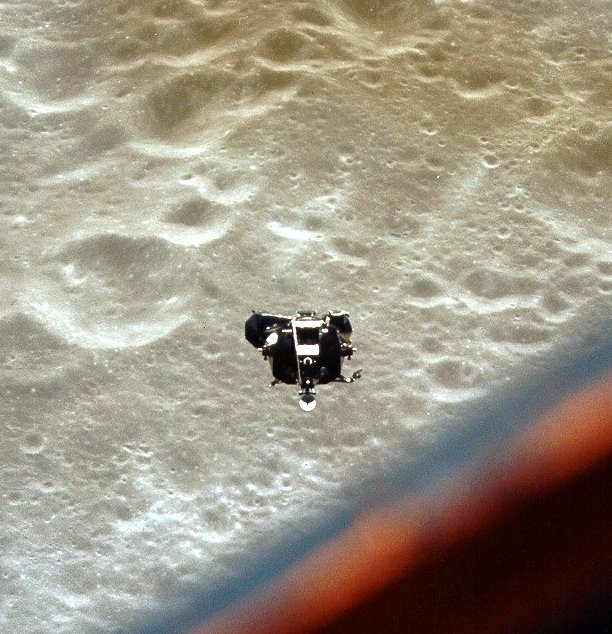
Módulo lunar del Apolo 10.

14. ¿Quién se arriesgaría a usar el módulo lunar sobre la Luna cuando jamás se realizaron pruebas de simulación del alunizaje?
- Claro que se hicieron pruebas del alunizaje, tanto en la Tierra como en el espacio. La tripulación del Apolo 9 voló el módulo lunar en órbita terrestre, y el Apolo 10 probó el módulo lunar a escasos kilómetros sobre la superficie lunar.

### Paseos lunares y gravedad lunar
15. En lugar de ser capaces de saltar 3 metros (10 pies) en una gravedad de un sexto de la terrestre, el salto más alto de los astronautas fue de 50 cm (19 pulgadas).
- Al haber riesgo de rotura del traje por una mala caída, los astronautas evitaron hacer movimientos exagerados. No es cierto que el salto más alto fuera de 19 pulgadas (50 cm). Según informó Neil Armstrong, llegó a dar saltos de 5 o 6 pies de altura (1,5 y 1,8 metros respectivamente), aunque dejó de intentarlo debido al riesgo de caída

16. Aunque el movimiento lento de la fotografía tienen una apariencia convincente de baja gravedad, no pudo disimular el hecho de que los astronautas se desplazaban entre pasos una distancia similar a la de los pasos en la Tierra.
- Los defensores de la falsificación de los alunizajes alegan que la apariencia de ausencia de gravedad se hizo con una serie de cables de los que colgaban los astronautas y luego pasados a cámara lenta. El que la distancia de los pasos sea mayor o sea menor es una cuestión un tanto subjetiva sobre la que puede haber varias interpretaciones. Sin embargo, el polvo que levantaban las ruedas del rover lunar LRV describen una parábola perfecta para después caer sobre el suelo lunar, debido a la ausencia de aire. En la Tierra eso no pasa; el aire hace que el polvo se levante y flote. No existe todavía tecnología suficiente para imitar en la Tierra las condiciones de vacío para que se lleve a cabo algo semejante.

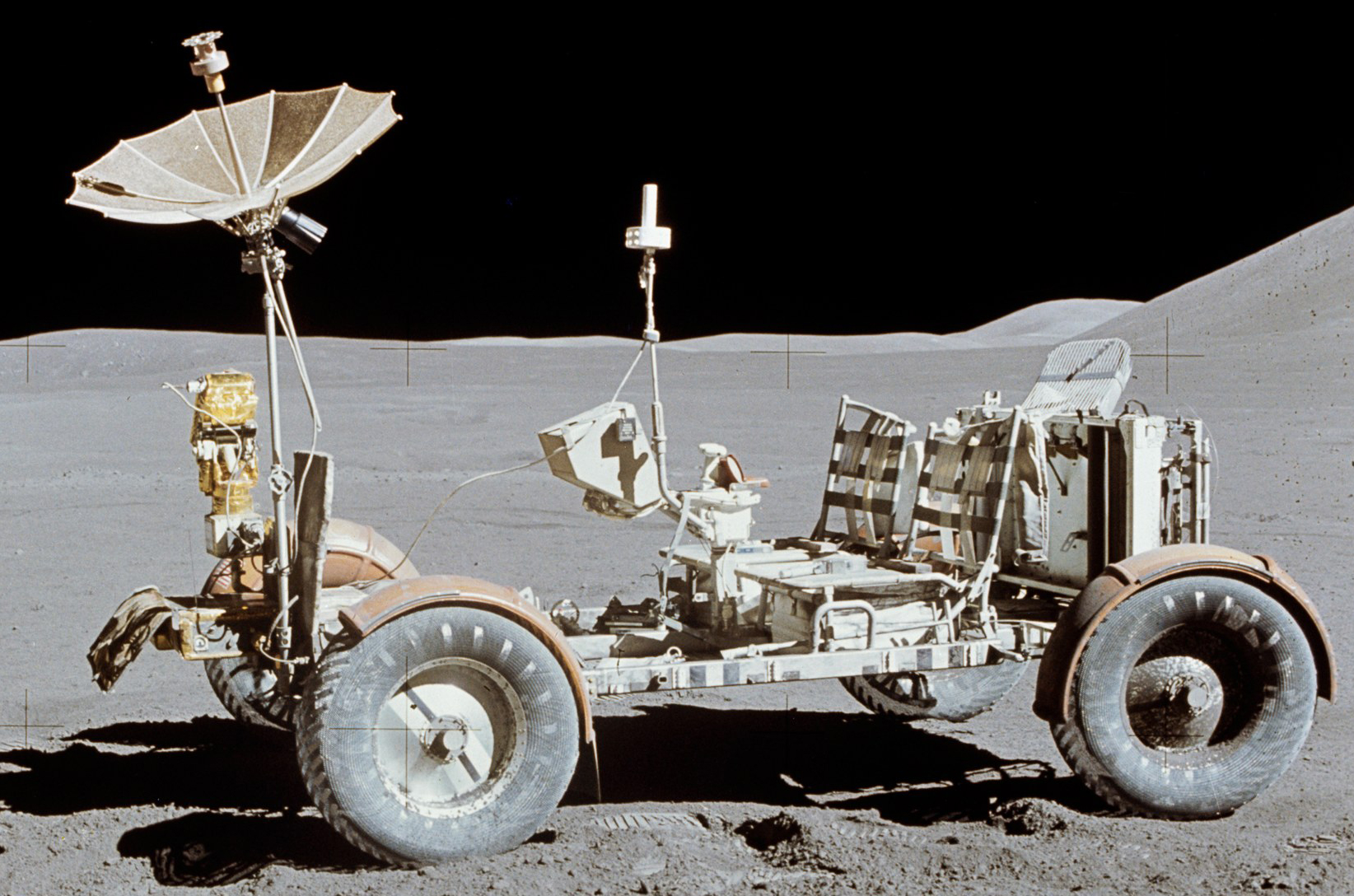
El rover lunar LRV de la misión Apolo 15.

17. Si el róver se estaba moviendo sobre una gravedad de un sexto, entonces debió haber requerido un ancho de 20 pies (6 metros) para evitar que se volcara en cada curva. El rover lunar tenía el mismo tamaño que un coche normal.
- Lo único que tenía que ver el rover lunar LRV con un coche normal, era el tamaño, y con matices, puesto que medía 3,1×1,8 metros, y sus ruedas tenían 81 cm de diámetro. Su peso era de 209 kg en la Tierra, y de 34,7 kg en la Luna, y fue un complejo trabajo de ingeniería, que se transportaba plegado en un lateral del módulo lunar. Para evitar que volcara, la velocidad estaba limitada a 14 kilómetros por hora, y tenía tracción a las cuatro ruedas. Además estaba diseñado para poder subir cuestas de hasta 30 grados. Usaron materiales muy ligeros para su construcción, y podía aguantar hasta el doble de su propio peso. Fue usado en las misiones Apolo 15, Apolo 16 y Apolo 17. El diseño y la construcción corrió a cargo, entre otras compañías, de Boeing

18. La tela de los trajes espaciales está apuntada con cremalleras. Debió haber escapes de aire puesto que aun el agujero de un alfiler desinfla un neumático en poco tiempo.
- La cremallera exterior del traje no era la que retenía la presión del aire. Los trajes están compuestos de varias capas interiores con diferentes funciones. La más interna retenía la presión mediante juntas de goma, tal y como ocurre en los trajes actuales.

19. Los astronautas que vestían estos trajes presurizados podían doblar los dedos, muñecas y rodillas fácilmente a una presión de 5,2 PSI (libras por pulgada cuadrada), aun así el saco de un boxeador es prácticamente imposible de doblar a una presión de 4 PSI. Los astronautas se verían como globos si sus trajes hubieran sido presurizados a esos niveles.
- La presión interna de los trajes Apolo es similar a la de los trajes espaciales actuales, que los astronautas de la NASA utilizan en los paseos espaciales del transbordador espacial y la Estación Espacial Internacional. Y no hay ningún problema de este tipo. Las juntas que necesitan flexibilidad (codos, rodillas, etc.) tienen un diseño surcado por pliegues que permite doblarlas ligeramente.

20. La NASA se tomó el trabajo de llevar róvers a la luna por valor de varios millones de dólares, pero nunca se tomó la molestia de llevar telescopios para fotografiar las estrellas sin la interferencia de atmósfera. Algo que era el sueño de muchos astrónomos. ¿Cómo pudieron pasar por alto eso?
- Falso. Los astronautas del Apolo 16 llevaron a la superficie de la Luna un telescopio de luz ultravioleta, que obtuvo 178 imágenes de diversas regiones del cielo durante su estancia. Los resultados de este experimento fueron publicados en el Apollo 16 Preliminary Science Report y en la revista Science en 1972.

### Radiación espacial
21. El espacio exterior está inundado de radiación mortal que emana del Sol; sin embargo, ningún astronauta contrajo cáncer. Ni siquiera la tripulación del Apolo 16, quienes iban en dirección a la Luna cuando se presentó una protuberancia solar que debió haberlos asado literalmente.
- No hay constancia de que hubiera una erupción solar importante durante el vuelo del Apolo 16. Hubo varias en agosto de 1972, después de que el Apolo 16 hubiera regresado (en abril) y antes del vuelo del Apolo 17 (en diciembre de ese mismo año).

- Jack Swigert, de la misión Apolo 13, falleció de cáncer óseo varios años después de su viaje a la Luna, poco antes de tomar cargo como diputado por Colorado, aunque no se puede saber con seguridad si su enfermedad pudo ser debida al viaje espacial.

22. Un astrofísico que trabajó para la NASA escribió que se necesita un escudo de dos metros de grosor para protegerse contra las protuberancias solares y que las protuberancias solares más grandes emiten miles de decenas de rems en una hora. Los científicos rusos calcularon en 1959 que los astronautas necesitaban un escudo de 4 pies de grosor (1,2 metros) para protegerlos sobre la superficie lunar. ¿Por qué los astronautas de las misiones Apolo 14 y 16 no murieron después de ser expuestos a esa inmensa radiación? ¿Y por qué solo ahora la NASA empieza a estudiar un método para medir los niveles de radiación en la Luna y los efectos sobre los humanos si ellos ya hicieron eso anteriormente?
- El argumento se refiere al científico John Mauldin. Sin embargo, la cita de Mauldin se refería al viaje interestelar (es decir, fuera del Sistema Solar), donde la radiación es mucho mayor y se recibe durante mucho más tiempo que en los viajes a la Luna.

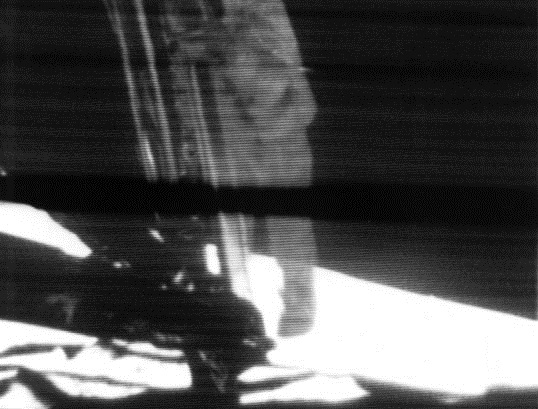
Una de las primeras imágenes del primer paso en la Luna por Neil Armstrong.

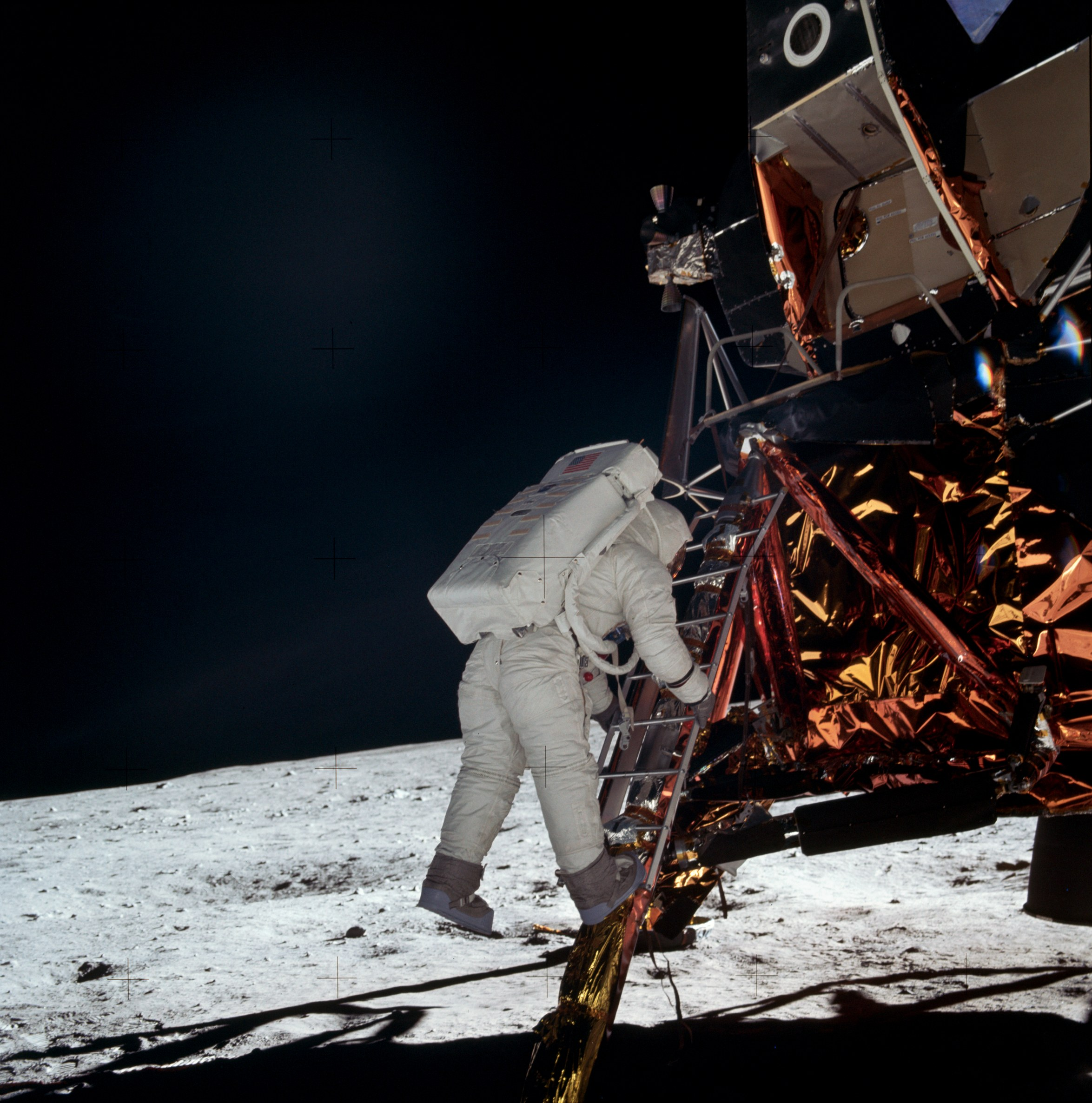
Imagen de la salida a la superficie de Buzz Aldrin, fotografiado por Armstrong.

- El supuesto estudio soviético de 1959 que afirma que se necesita un escudo de 4 pies de grosor (1,2 metros) contra la radiación, sencillamente no existe, dado que ningún teórico de la conspiración ha sido capaz de dar referencias sobre el mismo. El hecho de que el diseño de la nave rusa destinada al viaje lunar tripulado en los años sesenta fuera similar al de la nave Apolo, demuestra que no era necesario un escudo de ese grosor. Los rusos abandonaron su programa lunar tripulado a principios de la década de los setenta por diversas causas. En las misiones Apolo, los astronautas llevaban dosímetros para medir el nivel de radiación, pero no realizaron un estudio exhaustivo de la radiación en la Luna. Actualmente esto se realiza mediante sondas no tripuladas, porque es importante conocerlo con mayor exactitud, de cara a una futura estancia permanente en la Luna.

### Otras cuestiones
23. En la película de Ron Howard Apollo 13 (1995), los astronautas pierden la energía eléctrica y empiezan a preocuparse de morir congelados. En realidad, por supuesto, ellos estaban sometidos al constante bombardeo de los rayos solares que rápidamente calentaron el vehículo a temperaturas letales, sin atmósfera en la cual disipar el calor.
- Es falso que un objeto solo pueda disipar calor en la atmósfera. Se puede disipar calor en forma de radiación en el vacío del espacio. Es un concepto muy básico de termodinámica. Aunque una nave espacial esté siendo calentada por una parte, la mitad que se encuentra en sombra disipa calor al vacío del espacio.

24. ¿Cómo fue que la antena de fibra de vidrio del Gemini 6A sobrevivió el tremendo calor al entrar de nuevo en la atmósfera?
- Este argumento se refiere a una misión muy anterior, del programa Gémini, y por tanto tiene muy poco que ver con la discusión lunar. Sin embargo, puede pensarse que es un asunto que se debe aclarar: la antena en concreto era retráctil y estaba en posición replegada durante la reentrada.

25. Un vídeo secreto sacado a la luz demuestra que la histórica escena de la llegada del hombre a la Luna el 20 de julio de 1969 habría sido un fraude.
En él se observa que uno de los astronautas está bajando del módulo lunar cuando se cae un foco de la escenografía. De inmediato ingresan al decorado una serie de técnicos para arreglar el desperfecto y seguir con la grabación.
- El vídeo es falso, e incluso ha merecido una entrada en la página de referencia sobre leyendas urbanas Snopes.com. El vídeo surgió en la página moontruth.com, donde tras mostrarlo se especificaba que se trataba de una broma. La página original ha desaparecido, pero se puede consultar en el Internet Archive, una organización que guarda una versión caché de millones de páginas de Internet desde 1996.

## Fotografías de los lugares de alunizaje

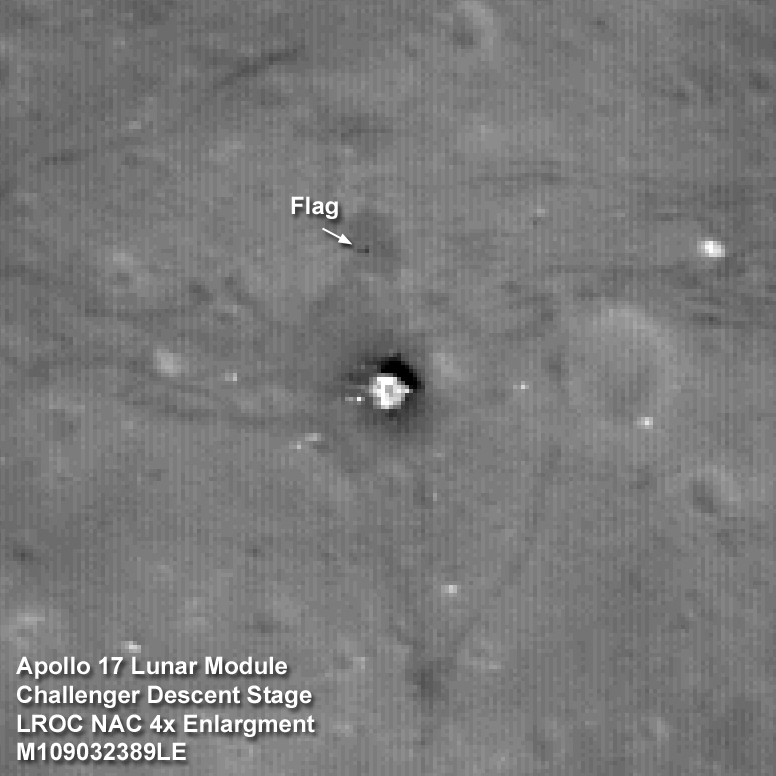
Fotografía del lugar del alunizaje del Apolo 17 captada por la sonda Lunar Reconnaissance Orbiter.

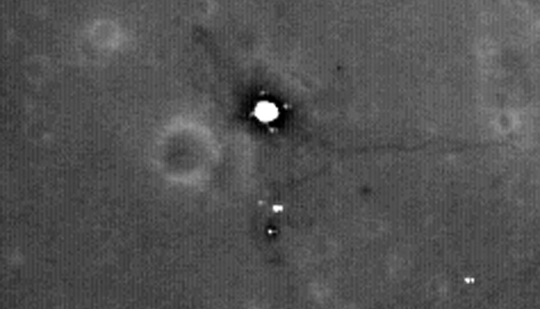
Fotografía del lugar del alunizaje del Apolo 11 captada por la sonda Lunar Reconnaissance Orbiter.

En 2002, se sugirió que con la entrada en funcionamiento del telescopio europeo Very Large Telescope se podrían observar desde la Tierra objetos del tamaño de los restos dejados en la Luna, según los registros del proyecto Apolo.
Sin embargo, esta hipótesis sobreestimaba las capacidades reales del VLT. En modo interferométrico (VLTI), se espera que el telescopio alcance una resolución angular menor de 0,002 segundos de arco a una longitud de onda de 2 µm. Debido a la gran cantidad de espejos involucrados en el sistema VLTI, una importante fracción de la luz se pierde antes de llegar al detector. La técnica de interferometría es muy eficiente solo para observar objetos lo suficientemente pequeños (alejados) como para que toda su luz esté concentrada.
No es factible observar un objeto con un brillo superficial relativamente bajo, como la Luna, porque su luz es muy tenue. Solo objetos con temperaturas superiores a 1.000 °C tienen un brillo superficial lo suficientemente elevado como para ser observados en la región del infrarrojo medio, y deben estar a varios miles de grados Celsius para poder observarlos en el infrarrojo cercano con el VLTI. Esto incluye a la mayoría de las estrellas en la vecindad del Sol y muchos objetos extragalácticos, como núcleos brillantes de galaxias activas, pero deja fuera de las observaciones interferométricas a la mayoría de los objetos del Sistema solar.
Hasta julio de 2009, las únicas fotografías de los lugares de alunizaje que mostraban los módulos lunares eran las obtenidas desde órbita lunar por los módulos de mando respectivos, que contaban con una cámara de alta resolución, y la sonda Clementine en los años 90. Tras su entrada en órbita lunar en 2009, la sonda de la NASA Lunar Reconnaissance Orbiter fotografió los módulos de las misiones Apolo y sus sombras en la superficie lunar. El 17 de julio de 2009, durante la fase de prueba de la sonda, se publicaron las primeras imágenes directas de los lugares de alunizaje del Apolo 11, Apolo 14, Apolo 15, Apolo 16 y Apolo 17. Dichas fotografías muestran la parte inferior de los módulos de alunizaje en la superficie lunar. Las imágenes también revelan las zonas en las que los astronautas caminaron alrededor de cada módulo y en torno a los experimentos, evidenciadas por un claro cambio en el contraste del color de la superficie. Algo más de un mes después, en septiembre de 2009, se publicaron también las imágenes del lugar de alunizaje del Apolo 12. Tanto el módulo Intrepid, los experimentos desplegados (ALSEP), y la sonda Surveyor 3 cercana, son visibles, junto a las huellas de los astronautas.
En 2012, nuevas imágenes de mayor detalle, ya con la sonda situada en su órbita de observación definitiva, mostraban aún más detalles alrededor de cada zona de alunizaje, mostrando que incluso las banderas plantadas en la superficie por las astronautas todavía estaban erigidas en su lugar.

## Filmes y vídeos
- Operación Luna: falso documental francés que especula con la posibilidad de que la llegada del hombre a la Luna por parte del Apolo 11 fuera un monumental engaño encargado por el entonces presidente Richard Nixon, y que las imágenes del hecho fueran rodadas en un estudio por Stanley Kubrick, quien por entonces rodaba 2001, una odisea en el espacio. El «documental» ha sido emitido en varios países el Día de los Inocentes.

- El programa de televisión Mythbusters (‘cazadores de mitos’) dedicó un especial a las acusaciones de falsificación en los alunizajes. El programa (episodio 121), emitido el 27 de agosto de 2008 y con el título «NASA Moon landing», confirmaba la versión oficial punto por punto.

- NASA - Apolo 11, Cómo fue hecho - Vídeo en inglés que muestra a los astronautas del Apolo 11 simulando una toma del alejamiento de la Tierra durante el viaje.

- El vídeo en cuestión es una grabación de los astronautas preparándose en el módulo de comando para una retransmisión en directo (haciendo pruebas de lo que dirán, experimentando con diferentes posiciones de la cámara, etc.) por lo que no constituye una prueba de ningún montaje. El vídeo está en dominio público desde hace décadas, y está disponible, por ejemplo, en el DVD del Apolo 11 de la página Spacecraft Films, que compila retransmisiones espaciales y otros materiales sobre astronáutica.

- ¿Qué sucedió en la Luna?, parte I: analiza y estudia las montañas al fondo de las fotografías lunares y afirma que todas las montañas tienen las mismas formas y pendientes en todas las misiones Apolo, lo cual supuestamente sería prueba de que el mismo estudio fue utilizado para realizar las tomas. También argumenta que se simularon los saltos en un ambiente de 1/6 de gravedad mediante el uso de cables que levantan y sostienen a los astronautas. Incluye una entrevista con un experto de la compañía de cámaras Hasselblad, que fue usada para la toma de fotografías por los astronautas sobre la Luna.

- El vídeo es incoherente en muchos sentidos. Las misiones Apolo alunizaron en sitios muy diferentes desde el punto de vista visual y geológico. Por ejemplo, el Apolo 11 y el Apolo 12 alunizaron en regiones llanas (el Mar de la Tranquilidad y el Océano de las Tormentas, respectivamente). El Apolo 14 lo hizo en la región llana de Fra Mauro. En cambio, el Apolo 15 alunizó muy cerca del monte Hadley, el Apolo 16 en la región montañosa de las Tierras Altas de Descartes y el Apolo 17 en el valle de Taurus-Littrow, regiones todas ellas que se diferencian claramente.

- ¿Qué sucedió en la Luna?, parte II

Este vídeo estudia las dificultades tecnológicas que cualquier misión especial enfrenta en un intento de viaje a la Luna. Una de ellas es la necesidad de proteger a los astronautas de radiación letal de la magnetosfera (cinturones de Van Allen). El vídeo denuncia que la NASA trató de abrir un túnel a través de los cinturones de Van Allen mediante la explosión en el espacio de una bomba de un megatón a 248 millas de distancia de la Tierra, pero el resultado de la explosión causó el efecto no deseado de intensificar los campos de radiación y crear un tercer cinturón interno a los cinturones naturales cuya intensidad de radiación era mayor que la de los cinturones naturales.
Denuncia también cooperación secreta entre los soviéticos y los estadounidenses para llevar a cabo los montajes, como por ejemplo que los rusos enviarían a la Luna instrumentos repetidores para hacer simular transmisiones hechas desde la Luna. El vídeo también denuncia que el viaje del primer hombre en el espacio, Yuri Gagarin, llevaba la cápsula vacía, mientras Gagarin permaneció en la Tierra.
- La detonación a la que el vídeo hace referencia, conocida como Starfish Prime, fue llevada a cabo en 1962 por el ejército de Estados Unidos, no por la NASA, y su objetivo no era «abrir un túnel» en los cinturones de Van Allen, sino que estaba enmarcada en los proyectos de prueba de bombas nucleares a gran altitud en la atmósfera. La explosión creó un tercer cinturón de radiación, pero no es cierto que fuera más intenso que los naturales (los autores del vídeo no proporcionan ninguna referencia científica), y se disipó en pocos años. La idea de que la radiación espacial es mortal para los astronautas ya se ha comentado (ver sección Radiación espacial más arriba). Por otro lado, la presunta colaboración entre soviéticos y estadounidenses no tiene lógica debido a que el supuesto fraude lunar se habría realizado precisamente para embaucar a los soviéticos.

## Galería de vídeos
- Módulo lunar del Apolo 15 alunizando.
- Despegue del módulo lunar del Apolo 15.
- Caída del piloto Harrison Schmitt, del Apolo 17, durante uno de sus paseos lunares en el valle de Taurus-Littrow.
- Los astronautas del Apolo 17 caminan por la superficie lunar.
- El rover lunar LRV del Apolo 15 en un entrenamiento.
- El rover lunar LRV del Apolo 16 en la Luna.
- El rover lunar LRV del Apolo 15 en la Luna.

### Documentales
- En la sombra de la Luna
- Operación Luna
- ¿Qué sucedió en la Luna?
- Algo extraño sucedió en el viaje a la Luna